# Rapadopa
Rapadopa è il disco d'esordio del rapper e produttore DJ Gruff.

## Il disco
(DJ Gruff nel booklet del CD)
Considerato uno dei più importanti lavori dell'hip-hop italiano, la Rapadopa inaugurò la cosiddetta golden age del rap italiano, difatti compaiono nel disco molti esponenti di spicco della scena che si formerà negli anni successivi: Neffa e Deda che con DJ Gruff formeranno i Sangue Misto, Kaos, Esa e La Pina (membri degli Otierre), nonché altri esponenti dell'underground italiano di quegli anni legati al mondo del rap come Giuliano Palma dei Casino Royale, che poi comparirà in Aspettando Il Sole di Neffa, e Papa Ricky (dei Sud Sound System), membro di Isola Posse All Stars.
Inoltre è stato uno dei primi album di rap italiano, se non il primo, a contenere parti musicali suonate da musicisti; difatti collaborarono al disco 4 membri dei Casino Royale: Alessio "Manna" Argenteri al basso, Ferdinando Masi alla batteria, Michele "Pardo" Pauli alla chitarra, Nicola Frisia al sax; oltre ad altri musicisti alla chitarra, al djembe, percussioni.
La versione in vinile presenta una tracklist diversa, oltre a varie tracce aggiuntive: Sei In Fila (con BB Day), L'Imprevisto (prodotta da NextOne), Mr. P (con Fumo della Lion Horse Posse e Piombo a Tempo), Rivoluzione, Soulboy, Tigre, Bomboclat, Relax Your Mind, Game Of Death, Dada e Old Fashion (Reminiscin').

## Tracce

### Edizione CD/Cassetta
1. La Rapadopa (feat. Neffa e Deda)
2. Faustona
3. Stammi Lontano
4. B Boys (feat. TopCat)
5. La Cosa Nostra (feat. TopCat)
6. La Quiete
7. Don Kaos (feat. Kaos)
8. Radical Intro
9. Senti Bene (feat. Neffa)
10. Tempo Per L'Azione (feat. Deda)
11. Scratch
12. I.P.A.S.
13. La Musica (feat. Carry D)
14. Che Jazz
15. Reminiscin (feat. TopCat)
16. XP [presente nell'edizione su cassetta e non nella versione CD]
17. Body Good (feat. EagleMan)
18. Cheat (feat. TopCat)
19. Gariglia
20. Catop (feat. TopCat)
21. Ho Visto Un Prete (feat. Papa Ricky)
22. Miristica
23. Casino Royale Intro
24. "E Di Certo..." (feat. Esa)
25. Una Storia Che Non C'Era (feat. La Pina)
26. Just tell me why (feat. Elwanda Contreras e Giuliano Palma)

### Edizione Vinile
Lato A
1. Stammi Lontano
2. B Boys (feat. TopCat)
3. La Cosa Nostra (feat. TopCat)
4. La Quiete
5. Don Kaos (feat. Kaos)
6. Radical Intro
7. Senti Bene (feat. Neffa)
8. Tempo Per L'Azione (feat. Deda)
9. Scratch

Lato B
1. I.P.A.S.
2. La Musica (feat. Carry D)
3. Che Jazz
4. Reminiscin (feat. TopCat)
5. XP [presente nell'edizione su cassetta e non nella versione CD]
6. Body Good (feat. EagleMan)
7. Cheat (feat. TopCat)
8. Gariglia
9. Catop (feat. TopCat)
10. Ho Visto Un Prete (feat. Papa Ricky)

Lato C
1. La Rapadopa (feat. Neffa e Deda)
2. Miristica
3. Sei in fila (feat. BB Day)
4. Casino Royale Intro
5. Mr. P (feat. Fumo)
6. L'Imprevisto (feat. The Next Diffusion)
7. "E Di Certo..." (feat. Esa O.T.R.)
8. Faustona

Lato D
1. Rivoluzione
2. Gigione
3. La Rapadopa
4. Tigre
5. Soulboy
6. Stammi Lontano
7. Senti Bene
8. XP
9. Catop
10. Tempo Per L'Azione
11. Ho Visto Un Prete
12. Don Kaos
13. I.P.A.S.
14. Bomboclat
15. Relax Your Mind
16. Game Of Death
17. Dada
18. Old Fashion (Reminiscin')

Note: le tracce del lato D del vinile sono break beat.

## Crediti

### Produttori
- DJ Gruff, Che, Dada
- The NextOne - produzione su L'Imprevisto

### Voci
- Dj Gruff - voce su Stammi Lontano, B Boys, XP, Cheat, Ho Visto Un Prete, La Rapadopa
- Topcat - voce su B Boys, La Cosa Nostra, Reminiscin', Cheat, Catop
- Kaos - voce su Don Kaos
- Neffa - voce su Senti Bene, La Rapadopa
- Deda - voce su Tempo Per L'Azione, La Rapadopa
- Carry D - voce su La Musica
- Eagle Man - voce su Body Good
- Papa Ricky - voce su Ho Visto Un Prete
- BB Day (Alioscia Bisceglia dei Casino Royale) - voce su Sei In Fila
- Fumo (in precedenza nei Lion Horse Posse, poi nei Piombo A Tempo) - voce su Mr. P
- The Next Diffusion (trio formato dai rapper Leftside e Maury B e dal producer The NextOne) - voce su L'Imprevisto
- Esa - voce su "E Di Certo..."
- La Pina - voce su Una Storia Che Non C'Era

### DJ
- Dj Gruff - scratch su Scratch, I.p.a.s. (accreditato come Grafatafa), Radical Intro (accreditato come Lowdy NCN)
- Dj Skyzo (Alien Army) - scratch su Scratch
- Carry D - scratch su Scratch
- Don THC - scratch su Miristica
- Scratch Wizard - scratch su Che Jazz
- Kaos One - scratch su Scratch

### Musicisti
- Dada - sax su La Rapadopa, Faustona, B Boys, Reminiscin, Cheat, Gariglia, Ho visto un prete, Miristica, Una storia che non c'era, Rivoluzione
- Alessiomanna (Alessio "Manna" Argenteri membro di Isola Posse All Stars e bassista dei Casino Royale) - basso su B Boys, La Musica, Cheat, Una storia che non c'era
- Ferdinando Masi (batterista dei Casino Royale) - batteria su B Boys e Cheat
- Nicola Frisia (sassofonista dei Casino Royale) - sax su Just Tell Me Why
- Michele "Pardo" Pauli (chitarrista dei Casino Royale) - chitarra su Casino Royale Intro e Reminiscin'
- Che - chitarra su Faustona, Just Tell Me Why, Rivoluzione, Soulboy
- Rapheal - djembe su B Boys, Cheat, Gigione
- Touchè - congas su Just Tell Me Why e La musica